# 日本クラシックソムリエ協会
一般財団法人日本クラシックソムリエ協会（CLASSICAL MUSIC SOMMELIER ASSOCIATION）は、クラシックソムリエ検定事業を中心として、クラシック音楽普及促進のため、イベントの企画運営や各種情報提供を行う一般財団法人である。

## 役員名簿
- 理　事　田中泰（スプートニク代表）
- 理　事　嵜中宏司（ブラウニー代表）
- 理　事　鈴木伸康（NSTS代表）
- 理　事　田中隆博（ブランケット・プロジェクト代表）
- 監　事　岡野博行（日本コロムビアプロデューサー）
- 評議員　樋口裕一（作家・多摩大学経営情報学部教授）
- 評議員　マリ・クリスティーヌ（国連ハビタット親善大使、異文化コミュニケーター）
- 評議員　広岡守穂（中央大学法学部教授）